# Dirk Schweisfurth
Dirk Schweisfurth (* 24. Oktober 1965 in Siegen) ist ein ehemaliger deutscher Leichtathlet und Olympiateilnehmer.

## Karriere
Der gebürtige Weidenauer Dirk Schweisfurth gehörte in seiner frühen Jugend dem TV Jahn Siegen an. Er startete nach dem Umzug der Familie von Weidenau nach Kreuztal im Jahre 1979 bis 1987 für die LG Kindelsberg Kreuztal und ab 1988 für den TV Wattenscheid 01. In der Firma des dortigen Vereinspräsidenten Klaus Steilmann absolvierte er eine Ausbildung zum Industriekaufmann. Er war Deutscher Juniorenmeister auf der 100-Meter-Distanz. Seine beste Platzierung bei Deutschen Meisterschaften als Einzelstarter war ein zweiter Platz im 200-Meter-Lauf 1990. Mit der Wattenscheider 4-mal-100-Meter-Staffel war er von 1989 bis 1992 viermal Deutscher Meister.
Er nahm für die Bundesrepublik Deutschland von 1985 bis 1990 an sechs Länderkämpfen oder Meisterschaften teil. Bei den Weltmeisterschaften 1987 startete er im 100-Meter-Lauf, schied aber mit 10,50 s im Vorlauf aus. Bei den Olympischen Spielen 1988 erreichte er mit der 4-mal-100-Meter-Staffel in 38,55 s Platz sechs.
Seine Bestleistungen sind 10,25 s über 100 Meter (12. September 1986 in Gelnhausen) und 20,90 s über 200 Meter (7. Juni 1987 in Obersuhl). Beide Zeiten bedeuten bis heute (Stand: 24. Oktober 2015) Siegerlandrekord. Im Mendener Huckenohlstadion hält er zudem bis heute einen Stadionrekord mit 10,2 s (allerdings handgestoppt) über 100 Meter.
Bei einer Körpergröße von 1,84 m betrug sein Wettkampfgewicht 78 kg.

## Privates
Dirk Schweisfurth lebt mit Frau und Tochter in Kredenbach und war von 2005 bis 2015 beruflich in den Bereichen der Hebemitteltechnik, Ladungssicherung und Arbeitsschutzprodukte selbständig. Heute arbeitet Dirk Schweisfurth als Außendienstmitarbeiter für das Unternehmen Dolezych GmbH & Co.KG in den Bereichen der Hebemitteltechnik, Ladungssicherung und Arbeitsschutzprodukte.